# Devinți, Kărdjali
Devinți (în bulgară Девинци) este un sat în comuna Momcilgrad, regiunea Kărdjali,  Bulgaria. 

## Demografie
Componența etnică a satului Devinți
     Turci (12,4%)
     Nicio identificare (87,59%)
     Altele (0%)
La recensământul din 2011, populația satului Devinți era de 129 locuitori. Nu există o etnie majoritară, locuitorii fiind  și turci (12,4%). Pentru 87,59% din locuitori nu este cunoscută apartenența etnică.